# Новиков Володимир Миколайович
Володи́мир Микола́йович Но́виков (23 листопада (6 грудня) 1907 р., Крестці, нині Новгородської області — 21 липня 2000, Москва) — радянський державний партійний діяч. Депутат Верховної Ради СРСР 1, 5-10 скликань, член ЦК КПРС (1961—1981), генерал-майор інженерно-артилерійської служби (1944).

## Освіта
- 1928 — закінчив Новгородський індустріальний механічний технікум
- 1934 — закінчив Ленінградський військово-механічний інститут

## Біографія
1928—1939 — працював в оборонній промисловості (технік з нормування, конструктор, завідувач сектором технічних кадрів відділу кадрів, інженер лабораторії металообробки, заступник начальника лабораторії, начальник лабораторії, начальник технічного відділу та головний технолог, головний інженер — перший заступник директора заводу № 180 Наркомату оборонної промисловості в Іжевське
1939—1941 — директор заводу № 74 Наркомату озброєнь в Іжевське
1941—1948 — заступник наркома (міністра) озброєння СРСР
1948—1953 — член Комітету з радіолокації при Раді Міністрів РСР, одночасно директор Науково-дослідного інституту № 61 Міністерства оборонної промисловості СРСР в Московської області
1953—1954 — начальник 10-го, потім 5-го Головного управління Міністерства оборонної промисловості СРСР
1954—1955 — заступник Міністра оборонної промисловості СРСР
1955—1957 — перший заступник Міністра загального машинобудування СРСР
1957—1958 — голова раднаргоспу Ленінградського економічного адміністративного району — міністр РРФСР
1958—1960 — перший заступник Голови Ради Міністрів РРФСР, Голова Держплану РРФСР
1960—1962 — заступник Голови Ради Міністрів СРСР, Голова Держплану СРСР
Липень-листопад 1962 — представник СРСР в Раді Економічної Взаємодопомоги.
1962—1965 — голова Комісії Президії Ради Міністрів СРСР з питань РЕВ — міністр СРСР
1965—1965 — Голова ВРНГ СРСР
1965—1980 — заступник Голови Ради Міністрів СРСР
Одночасно у травні 1960 — липні 1962 р. голова Державного планового комітету Ради Міністрів СРСР,

## Нагороди
- Герой Соціалістичної Праці (1942)[2].
- Шість орденів Леніна
- Орден Кутузова 1-го ступеня
- Орден Кутузова 2-го ступеня
- Орден Трудового Червоного Прапора
- Орден Червоної Зірки